# السيد هارلي كوين وطقم الشاي
السيد هارلي كوين وطقم الشاي (بالإنجليزية: The Harlequin Tea Set) هي عبارة عن مجموعة قصص قصيرة كتبها أجاثا كريستي ونشرت لأول مرة في الولايات المتحدة في 14 نيسان 1997. وكل قصة تنطوي على سر منفصل. قصة طقم شاي هارلي كوين (The Harlequin Tea Set) نشرت سابقا في مجموعة مشكلة في خليج بولينسا وقصص أخرى. باقي القصص نشرت سابقا في مجموعة طالما استمر الضوء وقصص أخرى.

## القصص ونبذة قصيرة لكل قصة

### لغز الصندوق الإسباني (The Mystery of the Spanish Chest)
قصة لهيركيول بوارو

### طقم شاي هارلي كوين (The Harlequin Tea Set)
قصة لهارلي كوين